# Extreme Hearts
『Extreme Hearts』（エクストリームハーツ）は、都築真紀の原作および脚本、Seven Arcs制作による日本のテレビアニメ作品。略称は「エクハ」「ExH」。2022年7月10日から9月25日までTOKYO MX、BS11にて放送された。
主人公の葉山陽和とその仲間たちが夢に向かって頑張る物語。

## あらすじ
現在よりそう遠くない未来。機械工学が発展し、人型ロボットが社会に溶け込みつつある中、身体機能を補助する装備・サポートギアが開発され、スポーツ用の装備であるエクストリームギアが登場。これを駆使して既存のスポーツをプレイする、新世代のホビースポーツ・「ハイパースポーツ」が幅広い世代から支持されていた。そして、ギアを用いない従来のスポーツは「リアルスポーツ」と呼ばれることとなった。
そんなスポーツとは無縁だった女子高校生・葉山 陽和はシンガーソングライターとして、自身のファンである小鷹 咲希に支えられながらも地道に活動を続けていた。2048年の春、一定の評価を得られていないことを理由に所属事務所から契約終了を宣告されるが、同時に音楽系の女性芸能人が参加するハイパースポーツの大会「Extreme Hearts」への参加を担当していたマネージャーから勧められる。勝利していくとライブステージで曲を披露する権利を得られることを知った陽和は、自身の夢を続けていくために参加を決意。まずは自身の活動地域である神奈川県内の大会で上位を目指すこととなった。しかしそれは、一試合ごとに異なる競技で対戦して勝ち抜いていくと言う過酷な大会だったのである。陽和の無謀な大会への参加する事を咲希は止めるが、陽和は諦める事なく、たった一人で夢への挑戦を開始する。
すると、咲希の幼馴染である前原 純華が陽和のコーチを買って出た。純華はリアルスポーツ経験者で、咲希から相談を受けた形で陽和を指導することになった。純華はプレイヤーロボを4体手配して、練習は実戦を想定した形になり、陽和は懸命な努力で練習を重ねた。そんな陽和の姿に参加を強く反対していた咲希も協力することを決め、陽和の練習と指導のサポートに参加する。
出場登録の為に芸能事務所「葉山芸能」を立ち上げた陽和は、「Extreme Hearts」神奈川大会のブロック予選に臨む事になった。出場登録者は陽和の他にプレイヤーロボ4体だけ。登録チーム名は「RISE」と名付けた。だが、純華と咲希が出場登録している事を知らずに…。
そして、咲希と純華が試合途中でフィールド内に入った事で事態は一変し、「RISE」は出場登録者を純華と咲希を加えた3名となって、チームとしての活動を開始した。
ブロック予選を勝ち抜いた「RISE」は、多人数競技に対応する為、予選の進行と並行して追加メンバー2名をスカウトし5人体制に強化完了。大会に参加する他のハイパースポーツチームと交流を深めながら、「Extreme Hearts」と芸能活動にさらに邁進していく。

## 登場人物

### RISE
「Extrem Hearts」参戦のために設立した葉山芸能所属のチーム。設立直後は陽和とプレイヤーロボの個人チームだった。

自身の辛い経験から参戦に反対し去った陽和ファンの少女・咲希に替わって、幼馴染みの純華が協力。そんな様子を陰で覗き見していた咲希も辛い思いをさせたくないとの想いが日増しに募り、謝罪とデッカい目標を内に秘めて合流。

「一緒に戦って」となかなか言い出せない陽和の心情を察した純華が一計を案じ、選手登録を引き受けた際に咲希と連名で極秘で登録。初戦の競技であるフットサルのユニフォームも密かに調達。ブロック予選1回戦での劣勢に耐えきれず乱入（記録上は正式な選手交代）したのをきっかけに、3人でチームおよびユニットとしての活動を開始する。

後に雪乃、理瀬をスカウトして5人ユニットとなる。また、試合におけるキャプテンとして純華、サブキャプテンとして雪乃が抜擢された。

ロゴの配色は、咲希と純華が途中参加したのを機に一部改め、雪乃と理瀬の参加を機に更に改めている。
葉山 陽和（）
声 - 野口瑠璃子
本作の主人公である横浜新栄高校2年生の少女。背番号 : 5番。身長 : 156cm。誕生日 : 5月15日。血液型 : AB型。パーソナルカラー：空色。
北海道出身。髪型はショートボブ。小さいころから歌が大好きで、転じて、歌を歌うといった仕事に憧れて中学時代にシンガーソングライターとしてプロデビューを飾った。
アマチュア時代には人気番組「ドリームシンガーズ」に出演し、高い評価を受けたとのエピソードを持つ。得意な楽器はギターとピアノであるが、歌手としての仕事が少ない。そのため、スタジオミュージシャンや店舗営業等の仕事を細々と行いつつ楽曲制作とオーディションへのチャレンジを続ける。また、サポートギアを装着して配達のアルバイトもこなしている。
性格はおとなしく優しいが、歌や音楽、自身の夢に対する情熱は強い。自身のファンだという咲希のことを大切に思っている。
小鷹 咲希（）
声 - 岡咲美保
中学2年生の少女。背番号 : 10番。身長 : 151cm。誕生日 : 8月23日。血液型 : B型。パーソナルカラー：桜色。
陽和の初めてのファンで、自称：葉山陽和ファンクラブ会員番号１番。陽和とは多摩川に架かる鉄道橋の橋脚（風景は小田急線の登戸側に似ているが、通過する車両は東急東横線なので新丸子側）で偶然出逢い、交流を持つ。小学校時代はサッカーに打ち込んでおり、最終学年では女子サッカーの強豪クラブ・神奈川レッドレイズに移籍、U12女子日本代表候補のメンバーで「かわいすぎる強豪選手」との異名を持つほどの有力選手であった。
サッカーを引退後は自分の目標を見失ったが、陽和の曲を聞いてファンレターを送ったことでファンとなる。そして、直接陽和との出会いから交流できたことを機に楽しい日々を過ごすことになった。
自身が落ち込んだ時に陽和によって勇気づけられた歌と人柄を敬愛しており、心から慕っているという。
陽和の「Extreme Hearts」参戦には、当初は自身の辛い経験から反対し、捨て台詞を残して陽和の前から立ち去ったが、練習に真摯に取り組む陽和の姿を見て練習のサポートに加わった。そしてブロック予選1回戦でピッチに立った際、「陽和先輩の歌が世界に届く場所まで、私が連れて行く!!」と陽和に内に秘めたデッカい目標を口にした。
第1話で咲希と陽和が交わした約束は、本作にとって非常に大きな意味を持つ。
前原 純華（）
声 - 優木かな
高校2年の少女。背番号 : 7番。身長 : 161cm。誕生日 : 11月27日。血液型 : O型。パーソナルカラー：黄色。
咲希とは家が隣同士の幼馴染みであり姉のような存在でもある。かつてはリトル・シニアリーグの藤沢ウイングスに所属して男子選手に混り中3の春まで投手として活躍したことがある野球選手。女子野球へは進出せず、野球は中学で円満引退した。その後は平穏な「普通の少女」といった日々を満喫している。陽和の「RISE」立ち上げ時は、見放した咲希に替わって競技の技術指導や自主練のメニュー作成、プレイヤーロボットのレンタル手配の手続きなどに尽力。常に物事の先読みが出来るので、選択肢の一つとして自身の選手登録も陽和には内緒で行っており、初戦の推移を観客席で見守るも劣勢にいたたまれない咲希を再三促して半ば乱入で参戦。試合後の勝利チームインタビューで、「陽和のところ（事務所）で見習い（練習生）をしている」と言って大会規定をクリアしていることを明らかにしている。S×S×S #6exで試合におけるキャプテンに陽和から任命された。
任命後のステージ衣装では個人識別の髪飾りとして唯一、帽子を装着している。
橘 雪乃（）
声 - 福原綾香
鎌倉とうりょう（文字不明）高校2年生の少女。背番号 : 6番。身長 : 166cm。誕生日 : 2月21日。血液型 : A型。パーソナルカラー：紫色。
剣術道場「橘流」の跡取り娘であり、家庭の事情で陽和たちからの勧誘を一度は断ったが、「橘の剣で友達を守り、自分と友達の道を切り拓く」という決意のもと、第6話で「RISE」に加入する。S×S×S #6exで陽和から試合におけるサブキャプテンに任命された。
ソフトの名門、神奈川幸林中学では1年目からレギュラー、２年では３番キャッチャーで副将まで努めた逸材だったのでその名は純華も知っていたが家庭の急変で止む無く退部、３年からの活動履歴は無い。未練から通い続けているバッティングセンターでは陽和のスカウト時でも170キロの球を打ち返す打撃センスを維持。
強打者を補強ポイントとしていたが、純華の全力投球を受けられると云う思わぬ副産物も得る事となり、「RISE」加入後は純華とバッテリーを組んで攻守に活躍するほか、他競技では守備系ポジションで実力を発揮する。
長唄や華道、鍵盤楽器の手習いも心得る文武両道者。「RISE」加入後は楽曲の打ち込み作業も担い、芸能活動を一手に引き受けていた陽和の負担軽減に貢献する。キャラクターデザインの新垣一成によると、「雪乃はRISEで唯一他人に対して攻撃的な一面を見せられるキャラクター」とのこと。
小日向 理瀬（）
声 - 小澤亜李
中学2年生の少女。背番号 : 11番。身長 : 150cm。誕生日 : 9月14日。 血液型 : O型。パーソナルカラー：橙色。
小柄な体に強力なパワーを秘めた空手少女。過去の出来事から「スポーツで全力を出すこと」を避けていたが、咲希との出会いによって過去を振り切り、第7話で「RISE」への加入を決めた。
そんな加入の経緯や同い年ということもあって咲希とは仲良しで、咲希が敬愛する陽和のことも「陽和所長」と呼んで敬愛している。加入前は「りせっと」のハンドルネームで空手の演武をキツネのお面で素顔を隠して披露する動画を投稿しており、動画投稿者としての活動経験から「RISE」の動画制作や広報活動のサポートも行っている。
ベンチプレスは体重の2倍、握力は75kg。腕相撲の強者で、「Extreme Hearts」参戦者との対戦では余裕の無敗。
ノノ（QON-N4CX 個体名ノノ）
声 - 橋本ちなみ
葉山芸能のマネージャーロボット。身長 : 140cm。
神奈川県大会の予選ブロック決勝で勝利したチームへの賞品の一つとして希望者に無料でレンタルされた有機AI搭載の最新型事務用ロボット。QON-TECHNICS社製で工場からすぐに出荷・配送されたため、葉山芸能が誕生後はじめての就業先。
素直で一生懸命な性格の持ち主で、芸能・競技両面でマネージャーとして活躍し、掃除・洗濯・用具管理などの雑務も担当し、料理は陽和に教わりながら「葉山芸能の事務所ごはん」を勉強中。チームメンバーを「様」付けで呼ぶのは、家庭用ホームメイドロボットがベースとなっている彼女なりのこだわりの様子。
神奈川県大会の終了前にレンタル期間終了の通知が届き返却を迫られるが、72ヶ月の分割払いで売買契約を交わし葉山芸能の所有となる。ファイナルステージの前日に神妙な表情で売買契約書を見つめる陽和のカットが一瞬映し出されたが、この時点で契約が成立していたかは不明。
プレイヤーロボット【 いっちゃん（ICHI）、にゃーちゃん（NYA）、サンちゃん（SUN）、しーちゃん（SEE）】
声 - 中村繪里子（いっちゃん）、久保田ひかり（にゃーちゃん）、今泉りおな（サンちゃん）、原口祥子（しーちゃん）
大会参加のためQONロボットサービスからレンタルした人型ロボット。ノノと同じくQON-TECHNICS社製。背番号 : 1番（いっちゃん）、2番（にゃーちゃん）、3番（サンちゃん）、4番（しーちゃん）。
スポーツをプレイすることに特化した人型ロボットで、「スポーツをしたいが人数が足りない」という時や、練習相手としてのロボットレンタル市場が存在し、特にハイパースポーツ界ではレンタルサービスが充実している。
「Extreme Hearts」は、音楽チームが参加する大会であるという特性上、競技よって人数にチームのメンバー数が足りなくなることがよくあるため、その際の補充要員としてプレイヤーロボが起用される。
ただ、思考・会話の能力はあまり高くなく、スポーツの技術も大会レギュレーションで規定されているため、決して高いものではない。
「RISE」のプレイヤーロボットたちは技術や連携を蓄積していく「学習型」であるため、チームとともに少しずつ成長していく。そのため、記憶や技術蓄積は4体で共有している。
また、記憶を外部媒体に保存して別機体に乗せ換えることも可能であるため、本編終了後に新型機体への乗り換えを検討されている。
なお、個体識別として、陽和が各ロボットに愛称をつけており、大会での選手名はその愛称をもとに登録されている。また、瞳の色で識別が出来るようになっている。

### May-Bee
「Extreme Hearts」を主催する音楽会社であるQONミュージック傘下のMKプロが擁するハイパースポーツアイドルチーム。

昨年度は神奈川大会2連覇、東日本大会2位と名実ともに神奈川県最強のチームとして君臨し、ライブのチケットは即完売、地元のテレビ局でレギュラーの冠番組「Smash May-Bee」を持つほどの人気がある。
本編のサイドストーリーにあたる「Extreme Hearts SxSxS」では「May-Beeのエクストリーム豆知識」のコーナーを担当し、メタ的な視点から「Extreme Hearts」大会と「ハイパースポーツ」にまつわる事情を解説する。
桜井 羽月（）
声 - 阿部里果
大学１年生。背番号 : 8番。身長 : 163cm。
「神奈川ナンバーワンハイパースポーツアイドル」を自他ともに認める「May-Bee」のリーダーでセンター。昨年度は神奈川大会総合MVPを獲得した。
3歳の頃に子役デビューしたベテラン芸能人だが、スポーツメーカーのキッズモデルに採用されたことをきっかけにハイパースポーツの楽しさを知り、同世代の仲間を集めて「May-Bee」を結成、最大の大会「Extreme Hearts」で夢を勝ち取った。
御社 智（）
声 - 大西沙織
背番号 : 4番。身長 : 171cm。
「May-Bee」のサブリーダーで、チームのキャプテン。
チームの頭脳＆司令塔で、冷静な観察力と素早い判断、鋭い舌鋒で仲間をまとめる部長気質。
羽月との付き合いは古く、羽月の最大の理解者。
モデル出身の優れたルックスと高身長の持ち主でクールな外見に反して面倒見がよく、とくに後輩やファンからはその人柄を慕われている。
試合でもサポートや指揮・中継を得意とし、味方を生かすプレイで活躍する。
末宗 祐里子（）
声 - 大地葉
「May-Bee」の初期メンバーの一人。背番号 : 13番。身長 : 139cm。
小学生によく間違われる高校３年生。
子役出身のため芸歴は古く、リーダー羽月との付き合いは一番古い。
外見にそぐわないクールな性格と、自身の「可愛い」に対する圧倒的自信と毒舌の持ち主だが、ファンのことはとても大切にしている。
その小柄さから運動能力では劣る部分があるが卓越したクイックネスと精密なテクニック、体の小ささを生かしたトリックプレーで活躍する。
ティーナ・メルキース
声 - 嶺内ともみ → 森山由梨佳
「May-Bee」４人目のメンバー。背番号 : 6番。身長 : 195cm。
オランダ国籍。身長195cmという桁違いの長身の持ち主で試合ではその圧倒的な高さとフィジカルを生かしたプレイで活躍する。
本人はいたって優しくおっとりした性格の持ち主で誰に対しても分け隔て無く笑顔で接するチームの「癒やし担当」でもある。
本田 千尋（）
声 - 湯浅かえで
高校１年生。背番号 : 12番。身長 : 154cm。
「May-Bee」最年少＆最後輩のメンバー。愛称は「ヒロくん」。
ボーイッシュなファッションや振る舞いから、「チーム唯一の男子」などといじられたりするが、それも自分のキャラだと認識している。
本人はいたって真面目な性格で、チームの先輩達を素直に尊敬し、チームの足を引っ張らないように日々努力をしている。
競技では羽月と同タイプのオールラウンダーで「セカンドエース」としての活躍を期待されている。
趣味としてサッカーをやっていた時期があるため、サッカーが得意。そのため小学生の頃の咲希のことを知っていた。
伊吹 慎二（）
声 - 間島淳司
「May-Bee」担当プロデューサー。
メンバーの意見をよく聞き、それぞれの夢や目標に沿う仕事を見つけてくる敏腕。
メンバーからの信頼は厚いが、仕事以外の私生活や服装のだらしなさをよく指摘されている。
サナエ（）
声 - 諏訪彩花
「May-Bee」担当マネージャーロボット。
QON-TECHNICS社製のマネージャーロボットで、チーム創設時から「May-Bee」専任。
メンバーからは、「優秀だけど厳しいマネージャー」として信頼されたり軽く恐れられたりしている。

### Snow Wolf
インディーズ系ロックバンドで本職はロボット技術者。プレイヤー２人に残りのメンバーはロボットという異色の構成で準決勝まで勝ち上がる。

ロボットたちのメンテ費用捻出の為かなり経済的に苦しい状況にあり、神奈川代表になれなければ来年以降の出場も音楽活動も諦める覚悟で臨んでいた。しかし、「RISE」との交流を経て、活動継続を決意。

最終話後に葉山芸能へ正式所属となった。
ミシェル・イェーガー
声 - 市ノ瀬加那
ロックバンド「Snow Wolf」のギター＆ボーカル。背番号 : 9番。身長 : 159cm。
ドイツ国籍。物静かでおだやかで、ひとなつっこい性格の持ち主。
故郷の実家が「介護用ロボット」や「スポーツ用義手・義足」のメーカーであるイェーガーナーシングロボッツ社で、幼い頃からそのテストに付き合っていたためにスポーツが得意になり、自身もロボット技術者を目指すようになった。
アルバイト先で出会ったアシュリーの影響で音楽に目覚め、音楽でプロを志すようになり、「Extreme Hearts」に参戦した。
アシュリー・ヴァンクロフト
声 - 瀬戸麻沙美
ロックバンド「Snow Wolf」のベース＆ボーカル。背番号 : 1番。身長 : 178cm。
ブラジル系アメリカ人。明るく陽気な性格で生活能力に長け、料理が得意。
ロボット整備士としての技術を身につけるために日本に留学に来ている。
生活能力が低いミシェルの世話を焼くうち、意気投合しつつ、保護しなくてはという義務感から同居生活に突入した。
競技では長身と膂力を生かした豪快なシュートやスパイク、セービング能力を生かして戦うパワー型であり、ブローアウトゴールの成功率は80%を超える。
レニ
声 - 日野まり
「Snow Wolf」の監督兼マネージャーロボット。
ノノと同様に、試合のサポートのみに留まらず普段の食事なども用意している様子が見て取れる。
身長もノノと同程度であるが、ノノが完全な幼児体形なのに対してレニはバストサイズがかなり大きい。

### LINK@Doll
マリーエンタープライズ所属の正統派アイドルチーム。昨年度は神奈川大会2位。
ファンからは「いつも明るく前向きで、どんな仕事も全力で取り組む、教科書に載せたいアイドルグループ」といった評価を受けている。
「Extreme Hearts」予選突破後のスペシャルイベントを切っ掛けに「RISE」と交流を持つ。
綾辻 舞花（）
声 - 山崎はるか
「LINK@Doll」のセンター＆リーダー。背番号 : 14番。身長 : 162cm。
努力や苦労を人に見せたがらないストイックな性格の持ち主。
仲間達からは「厳しいリーダー」として一目置かれているが、強い信頼関係で結ばれてもいる。
「May-Bee」の桜井羽月とは友人関係。
宮本 椎奈（）
声 - 七海こころ
「LINK@Doll」のサブリーダー。 背番号 : 18番。身長 : 165cm。
リーダーの舞花とは無二の親友関係。
自分にも他人にも厳しいリーダーの舞花とは異なり、彼女は仲間のいいところを見つけて褒めて伸ばし、具体的なアドバイスをするチームの優しさ担当。
ファンにも「チームのお母さん」的な評価を受けている
内海 雫（）
声 - 結名美月
花の形をあしらったヘアバンドが特徴的な黒髪美人。背番号 : 22番。身長 : 169cm。
おとなしく控えめな性格だが、無茶をしがちな仲間たちをしっかりと引き留めたり冷静な判断をする役割。
普段は優しく滅多に怒らないが、その分怒ると怖い。
得意競技はバスケ。
相庭 琴音（）
声 - 綱島瑞恵
「LINK@Doll」の最年少メンバー。背番号 : 65番。身長 : 144cm。
一生懸命な性格の持ち主であり、ステージでも試合でも、優れたセンスでチームのエースの1人として活躍する。
負けず嫌いで熱くなりやすい性格。
「スマイルパワー」の友永美晴とは友達同士。
エマ・ベイリー
声 - 緒方佑奈
ストリートバスケ出身。背番号 : 34番。身長 : 174cm。
明るい性格で情熱家。「チャレンジ」や「勝負」に目がない。
「真剣勝負をしたらもう友達」思想の持ち主。
「Smash May-Bee」夏の特番ビーチスポーツスペシャルでは一際目立つ星条旗ビキニを着用した。
花見沢 杏菜（）
声 - 春野杏
読者モデル出身。背番号 : 52番。身長 : 166cm。
いつでも気楽で明るい性格。
真面目でストイックなメンバーが多い「LINK@Doll」の「お気楽担当」を自称している。
イベントごとを開催するのが大好き。
長谷部 理音（）
声 - 今泉りおな
知性派＆戦略担当。背番号 : 43番。身長 : 152cm。
裏方を自称し、「チームの監督」+「ステージ演出」を務める。
このため、ステージには原則として上がらず、オープニング映像でも欠席扱い（いわゆる「別窓」）となっている。
しかし、野球などの多人数の競技には選手として出場しており、「Extreme Hearts」神奈川ファイナルステージの舞台には登壇している。

### スマイルパワー
茅ヶ崎を拠点に活動するファインエンタープライズ所属のシアターアイドル。昨年度は神奈川大会ベスト8進出。
ミュージカルの要素を取り入れた「歌う舞台演劇」を主な活動としている。
メンバーにリアルスポーツ経験者が多く、交流のあった「May-Bee」からの勧めもあって、「Extreme Hearts」参戦を決める。
本編のサイドストーリーである「Extreme Hearts SxSxS」ではレギュラー的な存在。
北条 恵美（）
声 - 洲崎綾
「スマイルパワー」のリーダー兼監督。舞台の脚本も務めている。背番号 : 75番。身長 : 153cm。
明るく陽気な性格で、チームメンバーからの評価は「態度がでかい」「基本的に傲慢」などと言われているが、それでも信頼はされている。
持病の関係で激しい運動を伴う競技にはフル出場できないため、主にコーチングとベンチからの作戦指示で活躍する。
出場時間が限られてはいるが、競技の実力は高い。このため、昨年度の東日本大会で「May-Bee」からサポート選手枠で選手登録されて数試合出場している。
前田 亜紀（）
声 - 菊池紗矢香
グループの看板役者で、チームのエース。背番号 : 6番。身長 : 163cm。
舞台では明朗快活なヒロインキャラや活発な少年役などをこなす。
明るく前向きな性格の持ち主。
中学時代はバスケ強豪校のレギュラー経験者。
橋本 由香（）
声 - 樋󠄀口桃
背番号 : 9番。身長 : 172cm。
長身でマニッシュな雰囲気から舞台では男性役を務めることが多く、女性ファンが多数いる。（本人はまんざらでもないらしい）。
近頃は筋トレにハマっており、同好の士を見つけると盛り上がる。
しかし、理瀬との腕相撲勝負では全く歯が立たなかった。
沢渡 美琴（）
声 - 高木友梨香
背番号 : 12番。身長 : 158cm。
人当たりがよく明るい性格だが真面目で几帳面な性格。
舞台では「常識人枠」「ツッコミ役」で活躍する。
大会参加前からのハイパースポーツ経験者でもある。
トレーニングを欠かさず基礎体力には自信があるが、予選決勝では陽和の桁外れなスタミナに付いていけなかった。
高尾 雅（）
声 - 倉持若菜
背番号 : 11番。身長 : 170cm。
おとなしい性格だが地味に押しが強い、一同のまとめ役。
舞台では性別・年齢を問わずあらゆる役になりきる天才肌。
チーム内では由香に次ぐ長身を生かしたプレイで試合でも活躍する。
友永 美晴（）
声 - 田中ちえ美
背番号 : 15番。身長 : 150cm。
小柄で真面目、一生懸命な性格の持ち主。
チーム最年少であり、リアクションが素直で可愛いとファンからもメンバーからも好評。
小柄だがスポーツ全般が得意で運動能力が高い。
本編のサイドストーリーである「Extreme Hearts SxSxS」では、彼女が茅ヶ崎名物しらすせんべいとスマイルパワーグッズ（または舞台の映像を収録したディスク）をお土産として訪問先に渡している。
「LINK@Doll」の相庭琴音とは友達同士。
塚原 愛子（）
声 - 西明日香
スマイルパワーの裏方担当。背番号 : 38番。身長 : 155cm。
試合ではマネージャー、舞台では演出家を務める。
ちょっとした脇役で舞台に上がることもあり、密かに役者としての彼女のファンも増えている。
佐々木 尚子（）
声 - 久保田ひかり
「スマイルパワー」のマネージャー。身長 : 162cm。
メンバーの自主性を尊重するスタイルで、舞台や試合の進行に基本的には口を出さない。
「マネージャーというか顧問の先生」とはメンバーの談で、メンバーからは「ショーコちゃん」「ショーコさん」と呼ばれている。
陽和の元々の所属事務所であったSGプロの紹介により、「RISE」に動画チャンネルへの出演をオファーする。

### BanShee
神奈川のライブハウスからプロへの道を歩んだQブロード所属のメタルバンド。
「型にはまらない音楽」を追求していった結果、様々な楽器や音楽性を持つメンバーが集い、11人という大所帯となった。
メンバーにスポーツ経験者が多いことから「Extreme Hearts」参戦を決定する。昨年度の神奈川大会ではLINK@Dollに敗退した。
RiN（）
声 - 日笠陽子
メタルバンド「BanShee」のリーダー。ボーカル担当。背番号 : 49番。身長 : 165cm。
負けず嫌いな性格で、粗暴な口調や人当たりの強さが目立つが、大所帯の「BanShee」を実力と有言実行で引っ張るリーダー。
運動能力は高く、様々なスポーツでチームのエースとして活躍する。
勝利のために手段を選ばないが、そのプレイスタイルゆえに貯まった観客の不満を雪乃に利用されてしまった。
「RISE」に敗退後、しばらくはわだかまりもあったようだが、「RISE」と「スマイルパワー」側の強引な歩み寄りにより以後交流を持つ。
業界の先輩に対しては比較的素直だが、尊敬する相手は選ぶらしい。
本名 : 中原 倫子（なかはら りんこ）。
NaO（）
声 - 二ノ宮愛子
メタルバンド「BanShee」のサブリーダー。ギター担当。背番号 : 17番。身長 : 158cm。
RiNとは個人的にも親友であり理解者。
チームメンバーや親しい関係性の人々に対しては面倒見がよく優しい性格。
メンバーからは姉や母のように慕われており、本人もそのポジションを気に入っている。
三白眼と口元のほくろがチャームポイント。
本名 : 相田 尚美（あいだ なおみ）。
SaKo（）
声 - 千本木彩花
メタルバンド「BanShee」の作曲担当。ベース担当。背番号 : 65番。身長 : 154cm。
RiN・NaO・SaKoの３人が「BanShee」の初期メンバー。
競技でも優秀な実力を発揮する。
人懐っこい性格の持ち主。
B～Z級映画の愛好家で、個人でやっている映画ブログも人気。
本名 : 溝口 妃紗子（みぞぐち ひさこ）
テンコ、コガタ、SAWA、JOKER、KONY、スミレ、アカマル、MINA
「BanShee」のメンバー。背番号 : 71番（テンコ）、33番（コガタ）、21番（SAWA）、69番（JOKER）、58番（KONY）、8番（スミレ）、45番（アカマル）、83番（MINA）。
担当などの詳細は不明。

### その他の登場人物
橘 宗一（）
声 - 沢木郁也
雪乃の祖父。
剣術道場「橘流」の道場主であったが、交通事故により半身不随となる。
雪乃が家に縛られるのを良しとせず、仲間たちの元へ駆け付けるよう諭す。
橘 志帆（）
声 - 高橋美佳子
雪乃の母。
交通事故で夫と息子をなくして以後、ひとりで一家を支える。
若干、娘の雪乃よりも落ち着きのない様子が見て取れる。
藤島 潤（）
声 - 久保田ひかり
理瀬の空手の先輩であり、尊敬する人物。
大会で理瀬と対戦するも、力の制御が出来なかった理瀬により前腕骨折、頚椎捻挫という重症を負わされる。
しかし、理瀬を責めることなく、落ち込む理瀬を叱咤激励する。
実況アナウンサー
声 - 利根健太朗
「Extreme Hearts」の試合実況を担当するアナウンサー。
容姿その他のプロフィールは不明。
葉山 忍（）
声 - 白石涼子
陽和の叔母で葉山芸能の会長。北海道在住で、食品流通会社を経営している。
穏やかな性格で、大切な姉の忘れ形見である陽和を優しく、時々厳しく育てたため、陽和にとって育ての親のような人物である。
夢の実現のために離れて暮らす事となった陽和を心配しながら、その夢を応援している。
「Extreme Hearts」への参加のために事務所を立ち上げた陽和の後見人として、事務所の設立から経営までサポートをすることとなり、法人登記の関係上で会長を務めている。
陽和の仲間であるRISEとSnow Wolfのメンバーに対しても、「節度と距離を保ちつつ暖かく見守るだけ……」とは本人の談だが、事務所宛によく北海道産の食品を「みんなに食べてもらって」と送っている。
陽和からは子供の頃から変わらず「しのちゃん」の愛称で呼ばれている。
S×S×S #2exで陽和が咲希と純華に簡単に紹介したのみでの登場であったが、2024年2月に発売されたアルバム『Start Sign』に収録されたボイスドラマで声とビジュアルが公開された。
岩淵 レオナ（）
声 - 松田颯水
兵庫県を拠点とするタレントチーム「Answer(アンサー)」の一員。2024年2月に発売されたアルバム『Start Sign』に収録されたボイスドラマで初登場した。
「Answer」は本年(2048年)度の「Extreme Hearts」兵庫大会に優勝した一位代表チームで、レオナは多くの競技でチームのエースプレイヤーを務める実力者。
芸能でも明るく社交的な性格で、芸歴の長さから誰に対しても物怖じせず突っ込んでいけるタイプ。芸人枠と思われがちだが、活動のメインは歌。
May-Beeの羽月とは昔からの友人同士で、その縁もあって、今回は自身がパーソナリティを務める配信版トーク番組で、ゲストに迎えたMay-Beeの秘密を聞き出していく。

## スタッフ
- 原作・脚本 - 都築真紀[1]
- キャラクター原案 - 依河和希[1]
- 監督 - 西村純二[1]
- エクストリームギアデザイン - 川上修一
- キャラクターデザイン - 新垣一成[1]
- サブキャラクター原案 - 川上修一[1]、藤真拓哉[1]
- サブキャラクターデザイン - 関根千奈未[6]、岡崎あずさ[6]
- 設定協力 - 橋本真希[6]、宮地聡子[6]、平原みなみ[6]、仲本季咲[6]
- プロップデザイン - 岩畑剛一[6]、鈴木典孝[6]
- 美術設定 - 平澤晃弘[6]、吉原一輔[6]、常盤庄司[6]、泉寛[6]、益田賢治[6]、TBSアクト[6]
- 美術監督 - 古賀徹[6]
- 色彩設計 - 上妻圭祐[6]
- 撮影監督 - 中村慎太郎[6]、後藤真美[6]
- 3DCG監督 - 川島浩二[6]
- 特殊効果 - 福田直征[6]
- 編集 - 関一彦[6]
- 音響監督 - 亀山俊樹[6]
- 音楽プロデューサー - 太田雅友[6]
- 音楽 - EFFY[6]
- プロデューサー - 石岡朋子、伊藤將彦
- アニメーション制作 - Seven Arcs[6]
- 製作 - PROJECT ExH[6]

## 主題歌
「インフィニット」
作詞 - RUCCA、作曲・編曲 - EFFY、歌 - 岡咲美保（キングレコード）
第2話〜第11話で使用。なお、第1話はエンディングでの使用となった。
本曲と挿入歌「明日へのBreakShoot」は作中世界に存在する楽曲ではない。

## エンディングテーマ
「SUNRISE (Ver.First 2)」
葉山陽和（野口瑠璃子）、小鷹咲希（岡咲美保）による第2話エンディングテーマ。作詞は都築真紀、作曲は志村真白、編曲は志村と太田雅友。
「SUNRISE (Ver.Starting 3)」
葉山陽和（野口瑠璃子）、小鷹咲希（岡咲美保）、前原純華（優木かな）による第3話〜第5話エンディングテーマ。作詞は都築真紀、作曲は志村真白、編曲は志村と太田雅友。
「SUNRISE (Ver.Untie 4)」
葉山陽和（野口瑠璃子）、小鷹咲希（岡咲美保）、前原純華（優木かな）、橘雪乃（福原綾香）による第6話エンディングテーマ。作詞は都築真紀、作曲は志村真白、編曲は志村と太田雅友。
「SUNRISE (Ver.RISE)」
葉山陽和（野口瑠璃子）、小鷹咲希（岡咲美保）、前原純華（優木かな）、橘雪乃（福原綾香）、小日向理瀬（小澤亜李）による第7話〜第11話エンディングテーマ。作詞は都築真紀、作曲は志村真白、編曲は志村と太田雅友。
楽曲的には基本バージョンとしている。
「SUNRISE (Ver.Summer memories)」
葉山陽和（野口瑠璃子）、小鷹咲希（岡咲美保）、前原純華（優木かな）、橘雪乃（福原綾香）、小日向理瀬（小澤亜李）による第12話エンディングテーマ。作詞は都築真紀、作曲は志村真白、編曲は志村と太田雅友。

物語の進行に応じて、歌唱者が増える形になっている。

## 挿入歌
「名もなき花」
葉山陽和（野口瑠璃子）による第1話挿入歌。作詞は都築真紀、作曲・編曲は太田雅友。
作詞の都築真紀により「悪い曲じゃないけど、これは売れないかもっていう感じにしたい」というコンセプトが語られている。
「青空に逢えるよ」
葉山陽和（野口瑠璃子）による第1話挿入歌。作詞は都築真紀、作曲・編曲は太田雅友。
「明日へのBreakShoot」
葉山陽和（野口瑠璃子）、小鷹咲希（岡咲美保）、前原純華（優木かな）による第2話および第11話挿入歌。作詞は都築真紀、作曲・編曲は太田雅友。
本曲と主題歌「インフィニット」は作中世界に存在する楽曲ではない。
「Dreaming soda」
綾辻󠄀舞花（山崎はるか）、宮本椎奈（七海こころ）、内海雫（結名美月）、相庭琴音（綱島瑞恵）、エマ・ベイリー（緒方佑奈）、花見沢杏奈（春野杏）による第3話挿入歌。作詞は志村真白、作曲・編曲は光増ハジメ。
「Rise up Dream」
葉山陽和（野口瑠璃子）、小鷹咲希（岡咲美保）、前原純華（優木かな）による第3話挿入歌。作詞は都築真紀、作曲・編曲は志村真白、振付は的場華鈴。
「Buzz Everyday」
桜井羽月（阿部里果）、御社智（大西沙織）、末宗祐里子（大地葉）、ティーナ・メルキース（嶺内ともみ）、本田千尋（湯浅かえで）による第4話および第8話挿入歌。作詞は佐藤サビオ、作曲・編曲はWiggy。
「大好きだよって叫ぶんだ」
葉山陽和（野口瑠璃子）、小鷹咲希（岡咲美保）、前原純華（優木かな）、橘雪乃（福原綾香）、小日向理瀬（小澤亜李）による第8話挿入歌。作詞は都築真紀、作曲・編曲は光増ハジメ、振付は的場華鈴。
「青空に逢えるよ (feat.Michelle)」
葉山陽和（野口瑠璃子）、ミシェル・イェーガー（市ノ瀬加那）による第9話挿入歌。作詞は都築真紀、作曲・編曲は太田雅友。
「Hydrangea」
ミシェル・イェーガー（市ノ瀬加那）、アシュリー・ヴァンクロフト（瀬戸麻沙美）による第9話および第12話挿入歌。作詞は平朋崇、作曲・編曲は新田目駿。
「無限大の魔法」
葉山陽和（野口瑠璃子）、小鷹咲希（岡咲美保）、前原純華（優木かな）、橘雪乃（福原綾香）、小日向理瀬（小澤亜李）、ミシェル・イェーガー（市ノ瀬加那）、アシュリー・ヴァンクロフト（瀬戸麻沙美）による第10話挿入歌。作詞は叶人、作曲・編曲は石倉誉之。
「HELLO HERO」
桜井羽月（阿部里果）、御社智（大西沙織）、末宗祐里子（大地葉）、ティーナ・メルキース（嶺内ともみ）、本田千尋（湯浅かえで）による第12話挿入歌。作詞は南野Emily、作曲は加藤冴人と藤井亮太、編曲は加藤、振付は的場華鈴。
「Happy☆Shiny Stories」
葉山陽和（野口瑠璃子）、小鷹咲希（岡咲美保）、前原純華（優木かな）、橘雪乃（福原綾香）、小日向理瀬（小澤亜李）による第12話挿入歌。作詞はA-ko、作曲・編曲はEFFY、振付は的場華鈴。
「全力Challenger」
葉山陽和（野口瑠璃子）、小鷹咲希（岡咲美保）、前原純華（優木かな）、橘雪乃（福原綾香）、小日向理瀬（小澤亜李）による第12話挿入歌。作詞は都築真紀、作曲・編曲はEFFY、振付は的場華鈴。

## 各話リスト
| 話数   | サブタイトル               | 絵コンテ          | 演出                  | 作画監督 | 総作画監督        | 初放送日       |
| ------ | -------------------------- | ----------------- | --------------------- | --- | ----------------- | -------------- |
| 第1話  | RISE                       | 西村純二 吉田徹   | 菅野幸子              | 橋本貴吉 | 新垣一成          | 2022年 7月10日 |
| 第2話  | 譲れないもの               | 西村純二 吉田徹   | 徐恵眞                | 井戸田あかね 河本美代子                                                                                                | 新垣一成          | 7月17日        |
| 第3話  | Rise up Dream              | 西村純二 吉田徹   | 菅野幸子              | 橋本貴吉 石井ゆみこ 平原みなみ                                                                                         | 新垣一成          | 7月24日        |
| 第4話  | 新しい出会い               | 細田雅弘          | 細田雅弘              | 西田美弥子 細田沙織 | 橋立佳奈          | 7月31日        |
| 第5話  | サムライハート             | 岩畑剛一          | 久保太郎              | 山村俊了 川添亜希子 亀田朋幸 大久保義之 清水勝祐 安達祐輔                                                              | 新垣一成          | 8月7日         |
| 第6話  | 心の剣                     | 浜名孝行          | 浜名孝行              | 河本美代子 柳瀬譲二 石井ゆみこ 三橋美枝子 鞠野黄英                                                                     | 橋立佳奈          | 8月14日        |
| 第7話  | Stand up & Fight           | 岩畑剛一          | 筑紫大介              | 西田美弥子 宮地聡子 細田沙織 久松沙紀                                                                                  | 新垣一成          | 8月21日        |
| 第8話  | サマータイム・バケーション | 岩畑剛一          | 久慈悟郎              | 佐久間康子 高瀬ゆり子 野田道子 松下純子 三橋美枝子 橋立佳奈 柴田志朗 久松沙紀 河本美代子 ENGI 光の園合同会社 studio hb | 新垣一成 川上修一 | 8月28日        |
| 第9話  | SNOW WOLF                  | 細田雅弘 吉田徹   | 細田雅弘 いたがきしん | 吉田智裕 西田美弥子 宮地聡子 久松沙紀 アルベルト・キエ 石井ゆみこ ENGI                                                 | 新垣一成          | 9月4日         |
| 第10話 | 約束                       | 久慈悟郎          | 久慈悟郎              | 石丸史典 太田都 崎山知明                                                                                               | 橋立佳奈 新垣一成 | 9月11日        |
| 第11話 | Run for Victory            | 西村純二 吉田徹   | 菅野幸子              | 橋本貴吉 平田賢一 鞠野黄英 三橋美枝子 ジョンヒジン 河本美代子 野﨑将也 小川浩司                                        | 新垣一成 奥田泰弘 | 9月18日        |
| 第12話 | SUNRISE                    | 岩畑剛一 西村純二 | 細田雅弘 深瀬重       | 橋本貴吉 関根千奈未 鞠野黄英 ジョンヒジン 平田賢一                                                                     | 新垣一成 奥田泰弘 | 9月25日        |

## 放送局
| 放送期間                | 放送時間                     | 放送局        | 対象地域 | 備考                  |
| ----------------------- | ---------------------------- | ------------- | -------- | --------------------- |
| 2022年7月10日 - 9月25日 | 日曜 1:30 - 2:00（土曜深夜） | TOKYO MX      | 東京都   |                       |
|                         |                              | BS11          | 日本全域 | BS放送 / 『ANIME+』枠 |
| 2022年10月4日 -         | 火曜 1:55 - 2:25（月曜深夜） | 北海道テレビ  | 北海道   |                       |
| 2022年10月21日 - 22日   | 22:00 - 翌5:30               | TBSチャンネル | 日本全域 | CS放送                |

| 配信開始日        | 配信時間                     | 配信サイト |
| ----------------- | ---------------------------- | --- |
| 2022年7月10日     | 日曜 2:00（土曜深夜） 更新   | dアニメストア U-NEXT アニメ放題 |
| 2022年7月15日     | 金曜 0:00 - 0:30（木曜深夜） | ニコニコ生放送 |
| 2022年7月15日以降 | 順次配信                     | ABEMA Amazon Prime Video バンダイチャンネル FOD GYAO! Hulu Paravi ニコニコチャンネル WOWOWオンデマンド ビデオマーケット クランクイン！ビデオ アニメカ GYAO!ストア ひかりTV HAPPY!動画 J:COMオンデマンド みるプラス music.jp Rakuten TV auスマートパスプレミアム SPOOX TELASA YouTube ふらっと動画 |

## Blu-ray
| 巻 | 発売日         | 収録話         | 規格品番   |
| -- | -------------- | -------------- | ---------- |
| 1  | 2022年10月26日 | 第1話 - 第4話  | KIZX-534/5 |
| 2  | 2022年11月30日 | 第5話 - 第8話  | KIZX-536/7 |
| 3  | 2022年12月21日 | 第9話 - 第12話 | KIZX-538/9 |

## サイドストーリー
本編の幕間の物語を描いたボイスドラマ『Extreme Hearts Side×Short×Stories』（通称・『S×S×S』）がKING AMUSEMENT CREATIVE公式YouTube Official Channelおよびdアニメストア、U-NEXT、アニメ放題で配信中。テレビアニメ放送開始に先駆けて2022年7月1日に#00が公開され、その後は各話放送後に公開される。原作者の都築真紀が脚本、キャラクター原案の依河和希がイラストを担当する。
| 話数   | サブタイトル                      | 初公開日      |
| ------ | --------------------------------- | ------------- |
| #00    | 小鷹咲希×葉山陽和                 | 2022年 7月1日 |
| #01 ex | 前原純華×葉山陽和                 | 7月10日       |
| #02 ex | 葉山芸能事務所×小鷹・前原家       | 7月17日       |
| #03 ex | RISE×スマイルパワー               | 7月24日       |
| #04 ex | RISE×May-Bee                      | 7月31日       |
| #05 ex | 橘雪乃×RISE                       | 8月7日        |
| #06 ex | 純華×雪乃×重要役職                | 8月14日       |
| #07 ex | 小日向理瀬×スマイルパワー         | 8月21日       |
| #08 ex | RISE×LINK＠Doll×桜井羽月          | 8月28日       |
| #09 ex | Snow Wolf×今までとこれから        | 9月4日        |
| #10 ex | RISE×Snow Wolf                    | 9月11日       |
| #11 ex | ファイナルステージ×全力Challenger | 9月18日       |
| #12 ex | RISE×これからの未来               | 9月25日       |